# Siderastreidae
Siderastreidae é uma família de cnidários antozoários da subordem Fungiina, ordem Scleractinia.

## Géneros
- Anomastrea Marenzeller, 1901
- Coscinaraea Milne-Edwards & Haime, 1848
- Horastrea Pichon, 1971
- Psammocora Dana, 1846
- Pseudosiderastrea Yabe & Sugiyama, 1935
- Siderastrea Blainville, 1830